# Hypsolyrium kempi
Hypsolyrium kempi är en insektsart som beskrevs av William Lucas Distant. Hypsolyrium kempi ingår i släktet Hypsolyrium och familjen hornstritar. Inga underarter finns listade i Catalogue of Life.